# Javier Cantero
Víctor Javier Cantero (Quilmes, Provincia de Buenos Aires, Argentina, 30 de julio de 1957) es un dirigente deportivo que se desempeñó como presidente de Independiente.

## Biografía
Nació el 30 de julio de 1957 en el sanatorio Alvear, ubicado en Quilmes. Durante sus estudios secundarios fue quiosquero, vendedor de una librería, lavador de autos, obrero en una fábrica de arandelas y pulidor, hasta que fue contratado como empleado en la cervecería Palermo, ubicada donde hoy se encuentra el Alto Palermo. Luego estuvo a cargo del centro de cómputos de una empresa textil, para después comenzar a trabajar en el Servicio Nacional de agua potable por 18 años, donde fue delegado de sus compañeros y conoció la responsabilidad de liderar un paro por tiempo indeterminado que culminó con el cumplimiento de los objetivos después de 48 días de huelga. Fundó una mutual de trabajadores (AMTAPS). Fue contratado con fondos del Banco Interamericano de Desarrollo (BID) como especialista en financiamiento para proyectos de saneamiento donde trabajó para varias consultoras, hasta que se asoció en HYTSA en 1999 hasta la actualidad.

## Trayectoria política en Independiente

### Inicios en la política

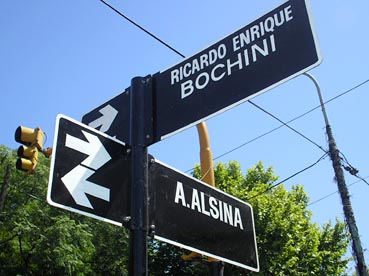
cartel de señalización de la nueva calle Ricardo Enrique Bochini

Javier Cantero, no conforme con los resultados de la "encuesta" para otorgarle un nuevo nombre al estadio, decidió por su propia cuenta ir más allá. Quería devolverle a Ricardo Bochini algo de todo lo que este le había dado al club. Su idea era cambiar el nombre de la calle de entrada al estadio (hasta ese momento llamada Almirante Cordero) por "Ricardo Enrique Bochini". Llevó la idea al club, pero ante el desinterés de la dirigencia, inició por su cuenta el trámite en el concejo deliberante en Avellaneda. El 28 de noviembre de 2007 se inauguró la calle Bochini.
Debido al trabajo que llevó realizar este proyecto conoció a varios socios y juntos estuvieron de acuerdo en movilizarse para cambiar el momento por el que pasaba el club. A comienzos de 2010 fueron reconocidos por el club y por las personas jurídicas debido a la gran cantidad de firmas que se logró conseguir por los socios y así apareció su movimiento Independiente Místico.

### Elecciones 2011

#### Resultados
| Candidato                   | Candidato                    | Agrupación                  | Votos  | %       |
| --------------------------- | ---------------------------- | --------------------------- | ------ | ------- |
|                             | Javier Cantero               | Independiente Místico       | 7 006  | 59,95%  |
|                             | Baldomero Álvarez de Olivera | Nueva Generación Roja       | 4 127  | 35,18%  |
|                             | Juan Torres                  | Lista Roja                  | 528    | 4,51%   |
| Total de votos válidos      | Total de votos válidos       | Total de votos válidos      | 11 661 | 99,79%  |
| Votos nulos y blancos       | Votos nulos y blancos        | Votos nulos y blancos       | 24     | 0,20%   |
| Total de sufragios emitidos | Total de sufragios emitidos  | Total de sufragios emitidos | 11 685 | 100,00% |

De cara a las elecciones del 18 de diciembre de 2011, la comisión de Independiente Místico se compuso de la siguiente manera:
- Presidente: Javier Cantero
- Vicepresidente 1: Rubén Vázquez
- Vicepresidente 2: Claudio Keblaitis
- Secretario General: Pedro Larralde
- Secretario Administrativo: Claudio Ciancio
- Secretario Deportivo: Mario Fuentes
- Secretario de Prensa y RRPP: Dario Eichenblat

- Tesorero: Luis Felice
- Protesorero: Laura Casal

- Vocal Titular 1: Patricia Villaverde
- Vocal Titular 2: Daniel Casal
- Vocal Titular 3: Juan Carlos Carugatti
- Vocal Titular 4: Daniel Siciliano
- Vocal Titular 5: Tomás Gilmore
- Vocal Titular 6: Juan Manuel Spinelli
- Vocal Titular 7: Néstor Guido
- Vocal Suplente 1: Damián Deglauve
- Vocal Suplente 2: Lilian Proverbio
- Vocal Suplente 3: Armando Fellin
- Vocal Suplente 4: Dario Carzoglio
- Vocal Suplente 5: Sebastián Gogliano
- Vocal Suplente 6: Pablo Rodríguez

Comisión revisora de cuentas:
- Miembro Titular: Héctor Valcarse
- Miembro Titular: Miguel Ángel Fernández
- Miembro Titular: Juan Mariano Rodríguez
- Miembro Suplente 1: Adrián Méndez
- Miembro Suplente 2: Daniel Fente

- 1.er representante de socios: Raffaele Rutigliano

#### Propuestas
Las principales propuestas de su campaña fueron:
- Fidelidad absoluta al estilo de juego que caracterizó históricamente a Independiente.
- Conformación de la columna vertebral del equipo de Primera con jugadores de jerarquía.
- Reducción drástica del plantel profesional.
- El Cuerpo Técnico deberá amoldarse al proyecto del Club y no a la inversa.
- Continuo intercambio de consultas entre los Coordinadores de inferiores y el Cuerpo Técnico de Primera.
- Inculcar al jugador de Independiente el significado de lo que representa jugar en el Club.
- Protección del patrimonio que representan las Inferiores. Inversiones en lo sanitario, médico, edilicio, educativo, deportivo.
- Convenios con clubes de otras categorías a fin de foguear a valores en ascenso que momentáneamente no tengan lugar en el plantel.
- Prescindiremos de la figura del mánager, sí, en cambio, nos nutriremos del consejo de reconocidas figuras futbolísticas.
- Fortalecimiento de la Identidad. Colores, Fundación, Himno, Escudos, fijados por Estatuto.
- Participación libre y democrática de todos los socios.
- Descentralización del acto electoral, incrementar la participación de los socios alejados de Avellaneda.
- Transparentamiento absoluto de la gestión: acceso de los socios a los datos de ejecución presupuestaria, pases de jugadores, concursos de precios.
- Creación de la figura de “Defensor del Socio”.
- Incorporación de las minorías a la CD y a los revisores de cuentas.
- Pago inmediato de la Convocatoria de acreedores. Alejamiento del peligro de quiebra.
- Renegociación con los acreedores post concursales.
- Plan de austeridad. No gastar más de lo que ingresa.
- Realización de una auditoría contable y de gestión. Denunciar ilícitos en el caso de constatarlos.
- Generación de recursos genuinos incorporando actividades actualmente tercerizadas.
- Revalorizar el nombre Independiente, comenzar a usufructuar todo el merchandising y venta de indumentaria propia.
- Revisión de los contratos firmados por la gestión saliente que comprometen a los entrantes.
- Restitución de la Biblioteca Juan Mignaburu al 5º piso de la Sede de Mitre 470. Conformación de una Biblioteca Deportiva modelo.
- Concreción del postergado Museo del Club Atlético Independiente.
- Creación del Archivo Histórico del Club, único en clubes de Argentina.
- Reestructuración del Complejo Educativo del CAI.
- Retorno de las becas a los mejores alumnos de las escuelas de Avellaneda.

#### Presidencia
Durante su mandato, Cantero dedicó su empeño a sacar del club a aquellas personas violentas de la hinchada, que no permitían que la familia, habitual concurrente al estadio, pueda disfrutar del fútbol del club en forma tranquila. Y a su vez, a no colaborar más económicamente con la hinchada. Esto lo fue determinando, a través de la mediatizacion de los hechos, nombres, y circunstancias que en los últimos años (presidencias anteriores) llevaron al club a ser manejados por punteros y demás operadores, considerados lacras sociales por el conjunto de la sociedad. Además, oficializó el derecho de admisión, para evitar el ingreso al estadio de estos marginales.
También durante su presidencia, el club descendió por primera vez a la B del fútbol argentino, producto de la suma de las últimas campañas realizadas por el equipo en los últimos años y la paupérrima actuación en el último campeonato, producto de pésimas performances de los jugadores contratados (con los escasos recursos que dejó la presidencia anterior y sin gestión propia de recursos), que en su mayoría, no estuvieron a la altura de la historia del club, ni de sus pergaminos. Tampoco fue acertada la tarea de los últimos técnicos contratados por el club: Ramón Díaz, Cristian Díaz, Américo Rubén Gallego, Antonio Mohamed, etc.
Oportunamente fue citado como testigo, por el lavado de dinero y triangulaciones ilícitas con transferencias de jugadores de la presidencia anterior, liderada por Julio Comparada, de la que formaba parte de la actual dirigencia.
Javier Cantero y los místicos, sufrieron todo tipo de ataques, Sillazos, presiones, pedidos de quiebra, dificultades técnicas, monetarias, embargos de copas y seguramente malas decisiones, que llevaron al club a ser noticia constante en diarios y todo tipo de medios, por hechos extrafubolisticos, producto de inmiscuirse en el poder, e intentar cambiar una historia, la de los intereses políticos/monetarios demasiado arraigado en el mundo del fútbol.
A los dos años de su mandato, debido a su pésima conducción al frente del club, con una crisis financiera, resultados deportivos desastrosos, tal que el ascenso a Primera División resultaba cada vez más complicado, se vio obligado a presentar su renuncia, dejando el mandato a mano de Claudio Keblaitis, vicepresidente segundo, quien sería el encargado de llamar a elecciones, las cual las ganaría Hugo Moyano.